# Саар (Ліга Націй)
Територія Саарського басейну (фр. Le Territoire du Bassin de la Sarre, нім. Saarbeckengebiet), також відома як Saar або Saargebiet, регіон Німеччини, який був окупований і управлявся Британією і Францією 1920—1935 під мандатом Ліги Націй, згідно з Версальським договором З населенням в 1933 — 812,000 осіб і столицею Саарбрюкен. Майже відповідає межам землі Саарланд в сучасній Німеччині, але дещо менший за площею.. Після плебісциту, що відбувся 1935, терени були повернені Німеччині.

## Управління
За Версальським договором надзвичайно індустріалізований Саарланд мав бути окупований і управлятися Британією і Францією під мандатом Ліги Націй протягом періоду 15 років, і його кам'яновугільні басейни віддали Франції. Протягом цього часу Саарланд управлявся Комісією з 5 персон представників країн-окупантів. За умовами мандату у комісію довелося включити як мінімум одного француза і одного саарського німця. Наприкінці окупації, плебісцит визначив майбутній статус Саар. Він охопив частину прусської Рейнської провінції і баварської Рейнського Пфальцу. Саар мав власну валюту, Саарський франк, і власні поштові марки протягом цього періоду.

## Плебісцит
1933-го року значну кількість політичних супротивників Націонал-соціалізму було переміщено у Саар, оскільки Саар був частиною Німеччини, яка залишилася під іноземним управлінням, після Першої світової війни. В результаті, анти-нацистські групи агітували у Саарланді, щоб залишитися під британським і французьким контролем за мандатом Ліги Націй. Проте, більшість населення було етнічними німцями і з сильними місцевими анти-французькими настроями, і заклики залишити іноземні війська викликали підозру у зраді. Після закінчення 15-річного терміну мандата, плебісцит відбувся 13 січня 1935 року; у ньому взяли участь 98% виборців. 90,73%, виборців проголосувало за приєднання до Німецького Рейху, і тільки 8,86%, мало бажання зберегти статус-кво. Третій вибір — приєднання до Франції — підтримало 0,41% виборців.

## Націонал-Соціалістичне управління

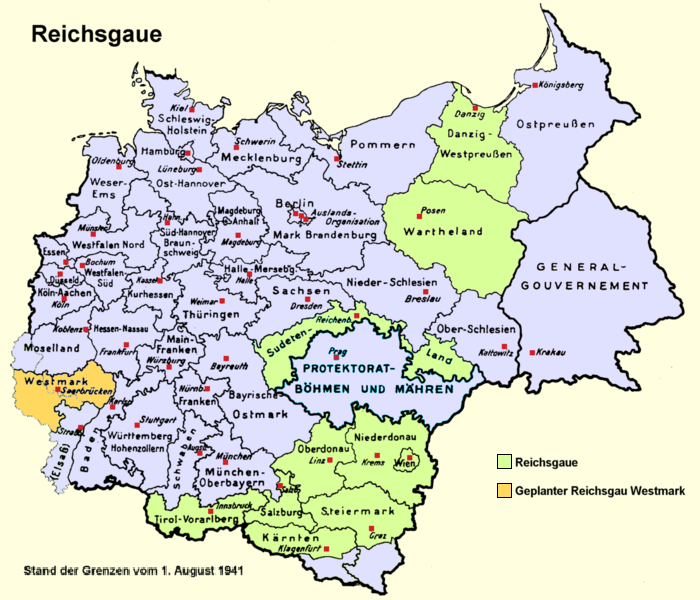
Німеччина в 1941. Рейсхгау Вестмарк позначено жовтим.

17 січня 1935, Рада Ліги схвалила повторне об'єднання території з Німеччиною. 1 березня, Німеччина повторно возз'єдналась з Саарландом, призначивши Йозефа Бюкела «Рейхкоміссаром з повторного об'єднання Саарланду» (нім. Reichskommissar für die Rückgliederung des Saarlandes).
Багато супротивників Націонал-соціалізму, хто знайшов притулок в Саарі, було кинуто у в'язниці.
8 квітня 1940 Саар змінив назву на Saarpfalz (Саарпфальц) або «Saar-Palatinate». (Саар-Палатінате).

## Французький протекторат
Після Другої Світової Війни регіон став французьким протекторатом, внаслідок економічних і політичних зв'язків з Францією. Після заснування Західної Німеччини і Східної Німеччини у 1949, Саарланд став автономним регіоном Франції (на кшталт Шотландії або Уельсу в межах Сполученого Королівства), з його власними паспортами, Олімпійською командою (1952) і національною футбольною командою. Проте, вугільні шахти (домінуюча промисловість в регіоні у той час) залишилися під прямим державним контролем («Regie des mines de la Sarre»), і Франція також наполягала на грошовому об'єднанні (Саарський франк). Проте, Саарланд не розглядався Францією або місцевим населенням, французькою територією. Місцеве німецьке населення, було дуже вороже до французьких територіальних амбіцій. 23 жовтня 1955 відбувся референдум, який покінчив з французьким правлінням і незабаром Саарланд знову приєднався до Німеччини.